# Hogna biscoitoi
Hogna biscoitoi là một loài nhện trong họ Lycosidae.
Loài này thuộc chi Hogna. Hogna biscoitoi được Jörg Wunderlich miêu tả năm 1992.